# أنيت إيشيكونوكي
أنيت نيكا إيشيكونوكي (من مواليد 29 يوليو 1996) هي لاعبة رمي مطرقة أمريكية من أصل نيجيري عاشت في أوهايو بالولايات المتحدة. كان من المقرر أن تمثل نيجيريا في دورة الألعاب الأولمبية الصيفية 2020 ولكن تم استبعادها بسبب إهمال الاتحاد النيجيري لألعاب القوى. ما سهل عليها تمثيل الولايات المتحدة في دورة الألعاب الأولمبية الصيفية 2024، وفازت بالميدالية الفضية في حدث رمي المطرقة وهي أول ميدالية أولمبية للولايات المتحدة في حدث رمي المطرقة للسيدات. وهي تحمل الرقم القياسي الأفريقي في رمي المطرقة، برمية 75.49 مترًا حققتها في توسان عام 2021.

## روابط خارجية
- أنيت إيشيكونوكي في اللجنة الأولمبية الدولية